# 印小祈祷螳属
印小祈祷螳属（学名：Indomenella）为宽颈螳科的一个属。

## 下属物种
本属包括以下物种：
- 模式印小祈祷螳 Indomenella indica (Ghate & Mukherjee, 2004)